# Хај Воч
Хај Воч (енгл. High Watch), раније позната и као Холидеј Хаус (енгл. Holiday House; у преводу „кућа за одмор”) је кућа изграђена 1930. године која се налази у Воч Хилу, делу Вестерлија, у држави Роуд Ајланд, САД. Кућа је изграђена у америчком колонијалном стилу на имању на обали мора површине два хектара. Представља најскупљу приватну кућу у држави Роуд Ајланд чија је вредност била 17,75 милиона америчких долара 2013. године када је купљена од стране америчке певачице и кантауторке Тејлор Свифт.

## Историја
Кућа је грађена у периоду 1929—1930 за госпођу Сноуден чији је муж преминуо 1918. године. Сноуденови су се породично бавили истраживањем гаса и нафте. Први назив за кућу, Холидеј Хаус односно Кућа за одмор, дали су јој Сноуденови. Имање са кућом се налази на брегу који се стрмо издиже изнад обале, па је због тога било изложено ерозионом дејству таласа. Након што је ураган 1938. године значајно нанео штету и угрозио кућу, падина уз обалу је обложена гранитним стенама. 1948. године кућа је продата породици Харкнес који су били наследници нафтне компаније Стандард Оил. Након што је власник куће Вилијам Харкнес преминуо, његова жена Ребека Харкнес, позната и као Бети, је наставила да живи у тој кући. Позната је била по чувеним журкама које је организовала у кући којима су присуствовали богате и познате личности на које су се жалиле њене комшије. У тој кући је живела тридесетак година. У периоду 1974-1996 кућа је била у поседу Гардона Вотлса који је кући дао нови назив, Хај Воч, због свог положаја на највишој тачки у Воч Хилу.
2013. године кућа на брду је продата Тејлор Свифт, познатој америчкој певачици и мегазвезди. У кући је одржавала бројне журке којима су присуствовали многе познате личности. У песми The Last Great American Dynasty (у преводу последња велика америчка династија) на албуму Folklore, који је објавила 2020. године, Тејлор помиње кућу под старим именом, Холидеј Хаус, као и Ребеку Харкнес, бившу власницу куће. Данас је кућа позната по разним називима: Хај Воч, Холидеј Хаус, Кућа на брду и Харкнес Хаус.